# Esterre
Esterre (gaskognisch Estêrra) ist eine französische Gemeinde mit 186 Einwohnern (Stand 1. Januar 2022) im Département Hautes-Pyrénées in der Region Okzitanien; sie gehört zum Arrondissement Argelès-Gazost und zum Kanton La Vallée des Gaves.

## Lage
Esterre liegt im Süden des Département Hautes-Pyrénées rund 40 km (Luftlinie) südlich von Tarbes. Der Ort liegt am nordwestlichen Abhang des Bergs Soum de la Courbe (1987 m. ü. M.) nahe dem Fluss Bastan und zudem im Nationalpark Pyrenäen. Es ist Teil der Region Lavedan und dessen Unterregion Vallée de Barège. Höchster Punkt der Gemeinde ist die Bergspitze des Soum de la Courbe ganz im Südosten der Gemeinde.
Die Gemeinde besteht aus dem Dorf Esterre und zahlreichen Einzelgehöften.

## Geschichte
Eine erste indirekte namentliche Erwähnung erfuhr Esterre im grünen Buch von Bénac, in dem ein Bernardus de Bilar aufgeführt ist. Im frühen Mittelalter wechselte die Herrschaft häufig (Westgoten, Basken, Franken, Sarazenen). Danach war der Ort jahrhundertelang unter der Herrschaft des Königreichs Aquitanien respektive des Herzogtums Gascogne. Von 900 bis 1609 gab es eine Grafschaft Bigorre innerhalb der vorgenannten Gebiete. Ein Untergebiet dieser Herrschaft war die Region Lavedan, der Esterre zugehörig war. Im Hundertjährigen Krieg war Esterre manchmal unter englischer, manchmal unter französischer Herrschaft. Von 1425 bis 1609 gehörte der Ort als Teil der Grafschaft Bigorre zur nur lose mit Frankreich verbundenen Grafschaft Foix. Weil der letzte Herrscher dieser Grafschaft, König Heinrich II. aus dem Hause Bourbon, 1589 den Thron von Frankreich (als Heinrich IV.) bestieg, waren die Orte der Region 1609 bis 1789 Krondomäne. Die Gemeinde gehörte von 1793 bis 1801 zum District Argelès. Zudem war sie von 1793 bis 2015 Teil des Kantons Luz-Saint-Sauveur. Mit Ausnahme der Jahre 1926 bis 1942 (Arrondissement Bagnères) war Esterre seit 1801 Teil des Arrondissements Argelès-Gazost.

## Bevölkerungsentwicklung
| Jahr                       | 1962 | 1968 | 1975 | 1982 | 1990 | 1999 | 2006 | 2012 | 2020 |
| Einwohner                  | 210  | 188  | 151  | 135  | 189  | 199  | 206  | 195  | 190  |
| Quellen: Cassini und INSEE |      |      |      |      |      |      |      |      |      |

Im 19. Jahrhundert zählte der Ort zeitweise über 300 Einwohner. Die zunehmende Mechanisierung der Landwirtschaft führte zu einem kontinuierlichen Absinken der Einwohnerzahlen bis auf die Tiefststände in neuerer Zeit.

## Sehenswürdigkeiten
- romanische Kirche Saint-Étienne (12. Jahrhundert)
- Ruinen des Chateau de Sainte-Marie, Schloss aus dem 10. Jahrhundert; seit 1930 ein Monument historique[1]
- zahlreiche alte Häuser
- Brunnen
- Lavoir im Dorfzentrum

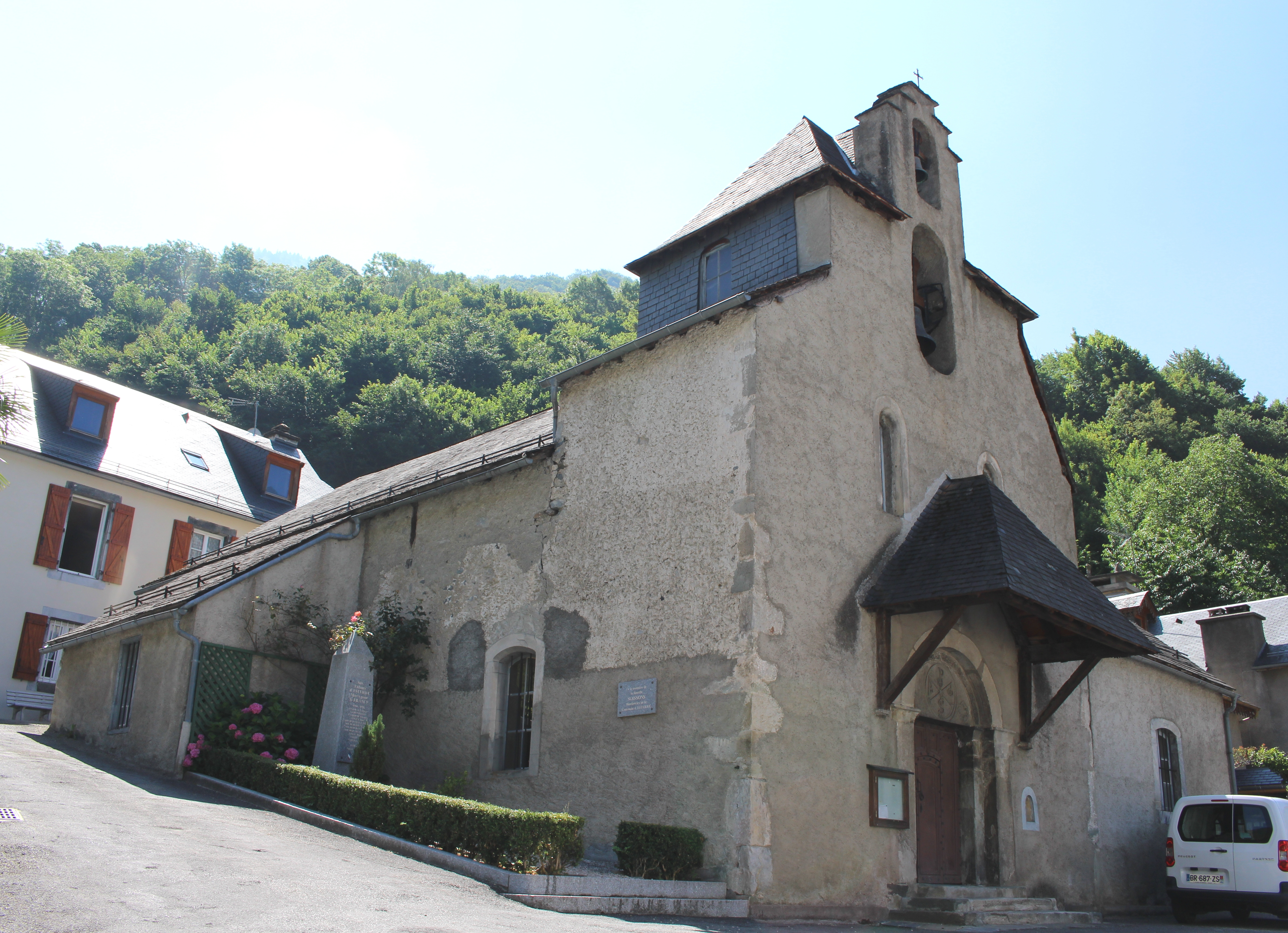
Kirche Saint-Étienne
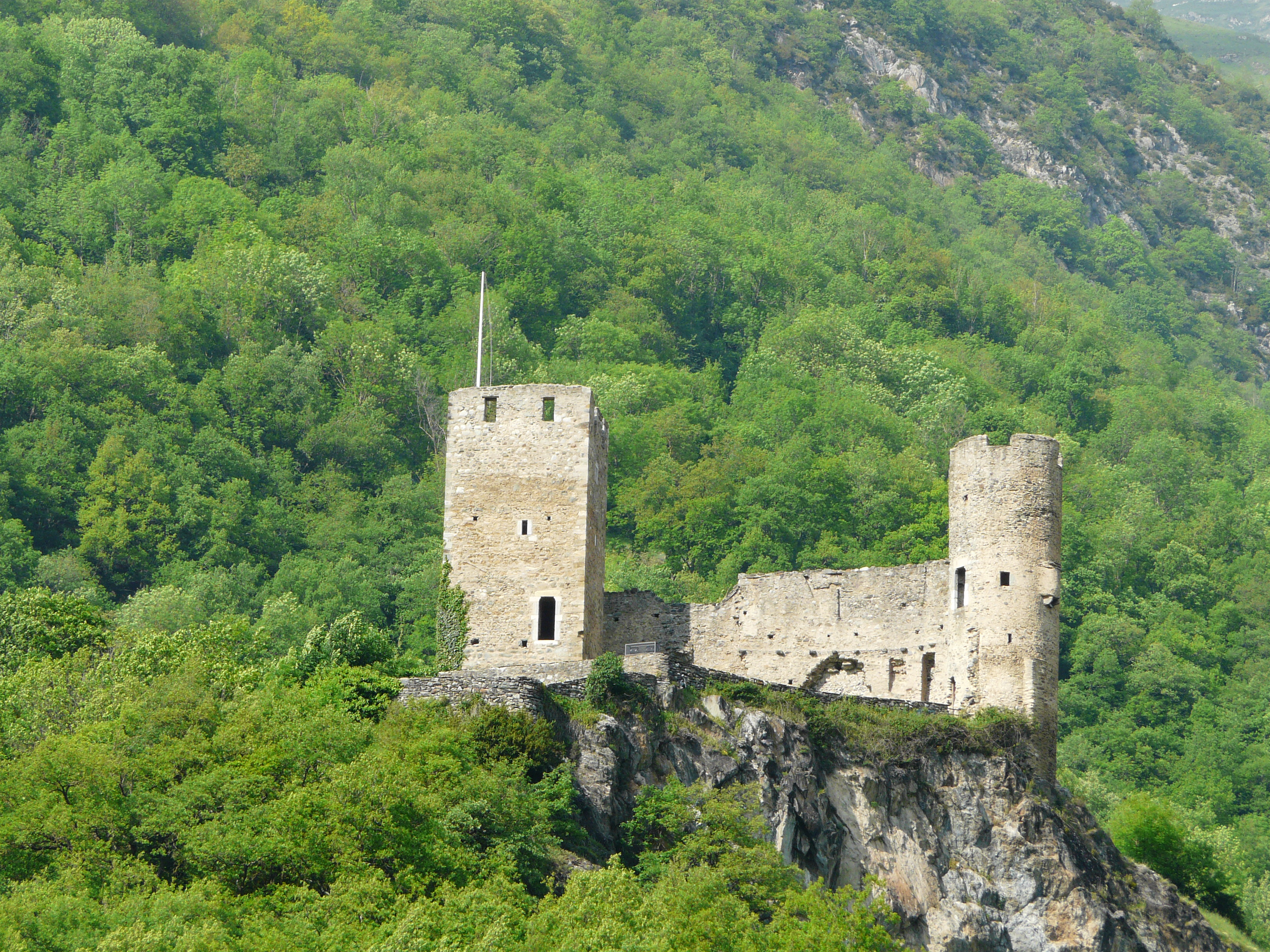
Schlossruine
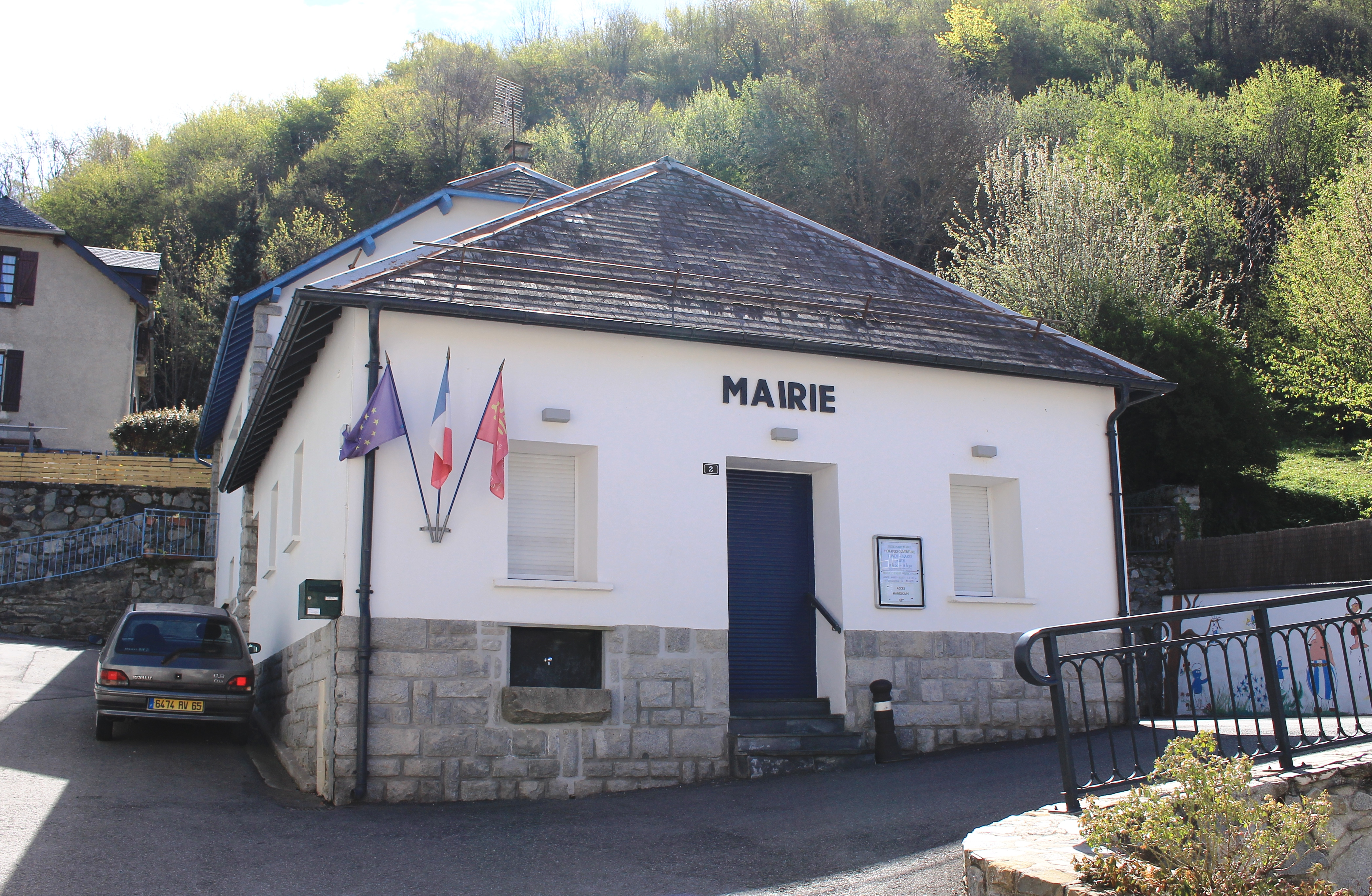
Rathaus (mairie)
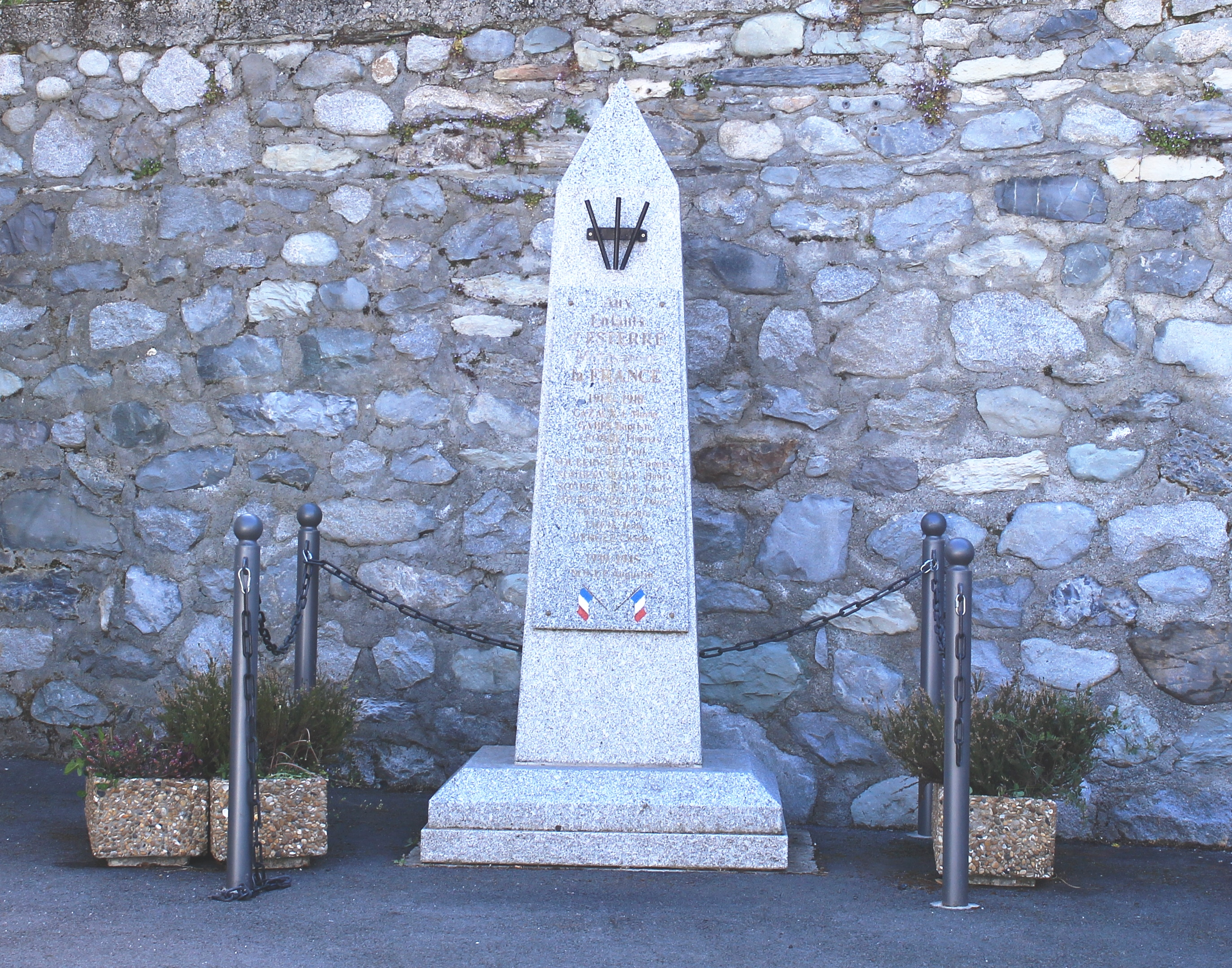
Gefallenendenkmal